# Tutta la musica del cuore
Tutta la musica del cuore è una miniserie televisiva italiana, con Francesca Cavallin e Johannes Brandrup, per la regia di Ambrogio Lo Giudice.

## Trama
Angela, ispettrice del Ministero dell'Istruzione e della Ricerca, viene inviata dal suo direttore, dott. Satta, per un'ispezione nel Conservatorio della cittadina pugliese di Montorso (nome di fantasia; la fiction è stata girata a Monopoli) per controllare tutto ciò che accade al suo interno. Purtroppo, il Conservatorio è molto carente in civiltà e rispetto delle normative a causa del suo direttore, dott. Marra, uomo falso e mafioso, che con la sua malvagità rovina il futuro degli allievi. L'unico docente che ha il coraggio di protestare apertamente è Mattia. Quest'ultimo, insieme ad Angela, cercherà di riportare la scuola sulla buona strada.

## Personaggi
- Angela Braschi, interpretata da Francesca Cavallin:
Giovane ispettrice del Ministero dell'Istruzione, il suo coraggio e la sua onestà la portano a svolgere inchieste strabilianti. Verrà trasferita in un piccolo Conservatorio in Puglia, che insieme all'aiuto di Mattia, tornerà a vivere sano e tranquillo.
- Mattia Stefani, interpretato da Johannes Brandrup:
Docente di esercitazione orchestrale, è l'unica persona a denunciare in continuazione le gravi condizioni in cui versa la scuola.
- Bianca Cordaro, interpretata da Lucrezia Lante della Rovere:
Docente di canto, è innamorata di Mattia.
- Oreste, interpretato da Ugo Pagliai:
È un docente di violoncello ricco di ironia.
- Dindi, interpretata da Rosanna Sferrazza:
L'insegnante di pianoforte.
- Marina, interpretata da Laura Glavan:
La figlia di Mattia, è cresciuta insieme al padre in seguito alla separazione dei suoi genitori. Come Mattia, è un'appassionata di musica e studia canto al Conservatorio.
- Francesco Santopirro, interpretato da Fabrizio Traversa:
È il figlio di Rocco Santopirro e intimo amico di Tano e Marina.
- Sofia, interpretata da Valentina Corti:
Manipolata da  Bianca.
- Vito, interpretato da Matteo Basso:
Studente di oboe.
- Sesmo, interpretato da Giulio Beranek:
Alunno del Conservatorio.
- Marra, interpretato da Antonio Stornaiolo:
Direttore del Conservatorio colluso con ambienti della malavita.
- Tano, interpretato da Giordano Franchetti:
Giovane studente del Conservatorio, è un promettente talento del violino e il fidanzato di Marina.
- Giacomo, interpretato da Mauro Paolo Monopoli:
Giovanissimo e prodigioso violoncellista allievo di Oreste.
- Mario Carrisi, interpretato da Giuseppe Vitale:
Bidello raccomandato e corrotto al soldo del direttore Marra.
- Rocco Santopirro, interpretato da Francesco Foti:
Mafioso che controlla la zona di Montorso.
- Troiani, interpretato da Federico Scoponi Morresi:
Il nuovo e preparato insegnante di Tano, che porterà il giovane talento a vincere il concorso violinistico del Petruzzelli di Bari. È amico di Mattia.

## Produzione
La miniserie televisiva è prodotta da Rai Fiction e dalla Casanova Multimedia con la collaborazione di Apulia Film Commission. È stata girata prevalentemente a Monopoli (Bari), che nella fiction assume il nome immaginario di Montorso di Puglia. Si è ispirata alle battaglie per la legalità condotte da Domenico Piccichè presso il Conservatorio di Musica di Trapani.
Gli studenti di conservatorio coinvolti come attori e musicisti provengono da varie province pugliesi e sono stati selezionati dalla Produzione insieme al direttore d'orchestra Federico Scoponi Morresi, che ha preparato e supervisionato i musicisti in tutte le riprese che prevedevano musica sul set. Dopo oltre quattro mesi di lavorazione, Morresi ha dato quindi vita nella realtà a un'orchestra giovanile, unica nella regione Puglia, che ha preso il nome di Orchestra Giovanile del Levante.

## Puntate
| N° | Titolo       | Prima TV         | Telespettatori | Share  |
| -- | ------------ | ---------------- | -------------- | ------ |
| 1  | La chiamata  | 3 febbraio 2013  | 5.777.000      | 20,78% |
| 2  | La scelta    | 4 febbraio 2013  | 5.778.000      | 20,02% |
| 3  | La rinascita | 10 febbraio 2013 | 5.209.000      | 19,19% |
| 4  | La minaccia  | 17 febbraio 2013 | 5.059.000      | 18,21% |
| 5  | La guerra    | 24 febbraio 2013 | 5.774.000      | 19,98% |
| 6  | L'epilogo    | 27 febbraio 2013 | 6.074.000      | 20.58% |